# Dave Greenfield
David Paul „Dave” Greenfield (ur. 29 marca 1949 w Brighton, zm. 3 maja 2020) – brytyjski muzyk, najbardziej znany jako klawiszowiec brytyjskiego zespołu punkowo-nowofalowego The Stranglers. Był też odpowiedzialny za chórki w wielu utworach zespołu. Uczestniczył w nagraniach wszystkich płyt The Stranglers. Razem z basistą The Stranglers Jeanem-Jacques'em Burnelem nagrał album Fire & Water (1983).
Zmarł 3 maja 2020 w wieku 71 lat w wyniku zachorowania na COVID-19.